# Tragacantha mollissima
Tragacantha mollissima là một loài thực vật có hoa trong họ Đậu. Loài này được (Torr.) Kuntze miêu tả khoa học đầu tiên năm 1891.